# Zrazy

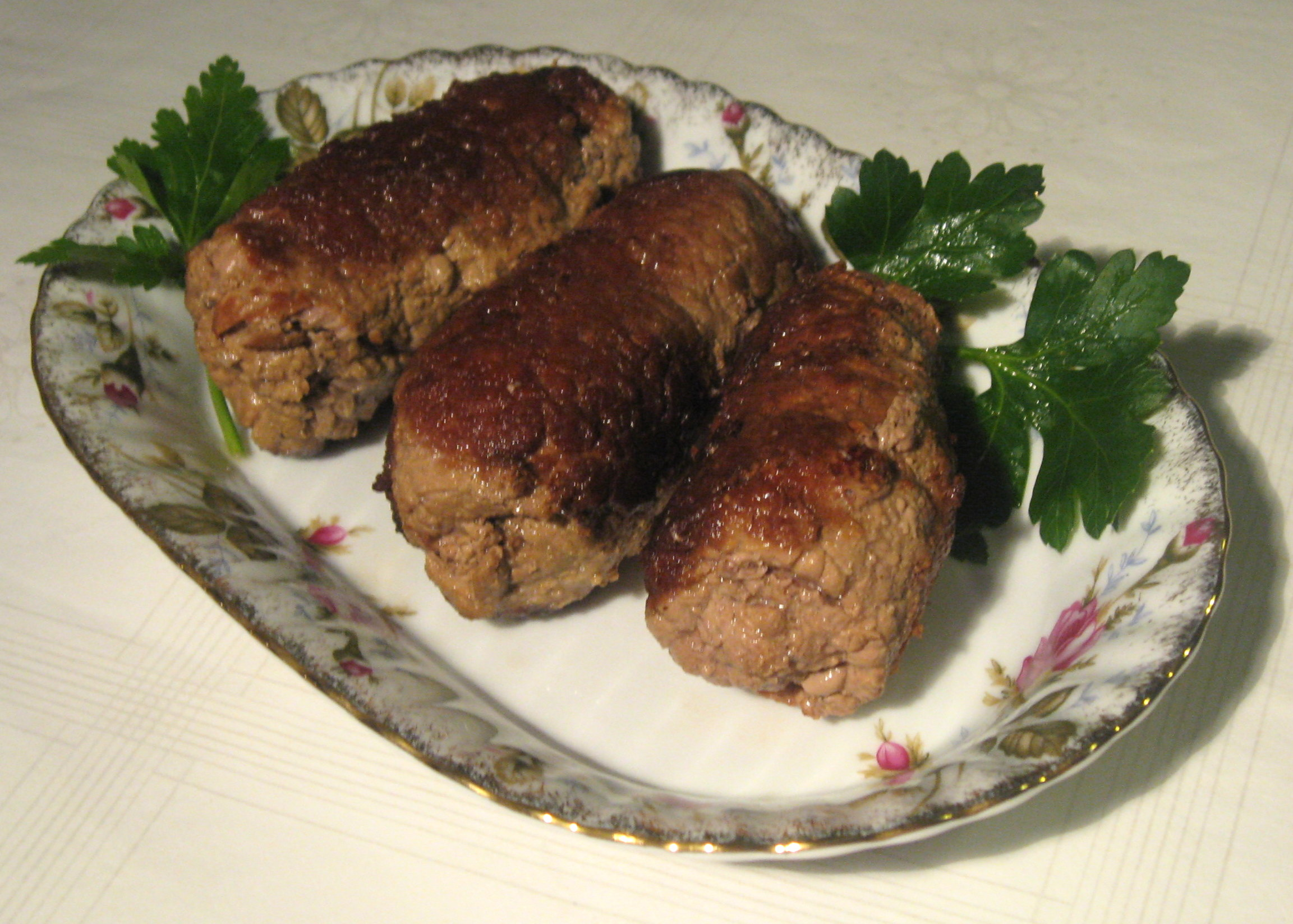
Un plato de zrazy.

El zrazy (en bielorruso Зра́зы) es un plato de carne de Polonia y la antigua República de las Dos Naciones. Típico de las cocinas polaca, bielorrusa y lituana, es popular en muchos otros países.

## Ingredientes
El zrazy típico tiene una forma retorcida y se hace con rodajas finas de carne picada (normalmente de ternera) que se condimentan con sal y pimienta y se rellenan con verdura, champiñones, huevo y patata. Existen muchas otras combinaciones de rellenos.
La carne rellena se retuerce entonces y se cierra con un cordel o mondadientes. Tras freírse en aceite durante poco tiempo, el zrazy se pone en una cacerola con apio, cebolla y diversas especias, y se cubre con caldo caliente, estofándose entonces a fuego lento.
Antes de servir se retiran los cordeles o mondadientes. El zrazy se escurre y a veces se empolva con harina o se cubre con crema agria.
El zrazy se come con la salsa en la que se ha estofado y suele guarnecerse con migas de kasha, normalmente alforfón y cebada.

## Historia
Se desconoce exactamente cuándo se inventó este plato, así como qué país de la antigua República de las Dos Naciones lo produjo por primera vez: Polonia, Lituania, Bielorrusia y Ucrania reclaman haberlo creado. Sin embargo, la misma receta ha sido conocida en la cocina italiana regional desde hace mucho.¿desde qué época?[cita requerida] Es posible que, junto con muchos otros, el plato fuese llevado a la Europa del Este por la princesa de Milán, Bona Sforza.[cita requerida]
La primera receta exacta del zrazy data de 1783.[cita requerida]
El zrazy picado apareció mucho después debido a la necesidad de utilizar las sobras de carne y otros alimentos.[cita requerida] La carne picada usada habitualmente para estos zrazy es una mezcla de ternera y cerdo rellena con cebolla picada finamente y frita, huevo duro, verdura, cereales y case cualquier resto que sea difícil aprovechar de otra forma.